# Shine (álbum de Luna Sea)
Shine es el sexto álbum del grupo japonés de rock Luna Sea. Ha llegado al número uno de la lista de éxitos Oricon y es el álbum de estudio más vendido de la banda, con más de un millón de copias, por las que le ha sido otorgada la calificación de Million de parte de la RIAJ. También ha sido nombrado "Rock Album of the Year" en la 13.ª edición de los premios Disco de Oro de Japón.

## Lista de canciones
Toda la música compuesta por Luna Sea. 
| N.º | Título                                                                 | Duración |  |
| 1.  | «Time Has Come» (Composición original de J.)                           | 6:34     |  |
| 2.  | «Storm» (Composición original de J.)                                   | 5:05     |  |
| 3.  | «No Pain» (Composición original de Sugizo.)                            | 6:15     |  |
| 4.  | «Shine» (Composición original de J.)                                   | 4:43     |  |
| 5.  | «I for You» (Composición original de Sugizo.)                          | 5:30     |  |
| 6.  | «Unlikelihood» (Composición original de J.)                            | 5:17     |  |
| 7.  | «Another» (Composición original de J.)                                 | 7:36     |  |
| 8.  | «Millennium» (Composición original de Sugizo y Shinya.)                | 4:45     |  |
| 9.  | «Broken» (Composición original de J.)                                  | 5:11     |  |
| 10. | «Velvet» (Composición original de Inoran.)                             | 4:27     |  |
| 11. | «Love Me» (Composición original de Sugizo.)                            | 3:50     |  |
| 12. | «Breathe» (Composición original de Inoran. Letra de Inoran y Ryuichi.) | 5:52     |  |
| 13. | «Up to You» (Composición original de Inoran.)                          | 4:55     |  |